# Henry Louis Miller
Henry Louis Miller (ur. 18 lipca 1912 w Fairbanks, zm. 25 stycznia 1993) – amerykański wojskowy, kontradmirał United States Navy, uczestnik II wojny światowej i wojny wietnamskiej. W 1942 roku miał znaczący udział w przygotowaniu rajdu na Tokio.

## Życiorys
Henry L. Miller urodził się w Fairbanks na Alasce. Akademię Marynarki Wojennej ukończył w 1934 roku. Cztery lata później, po odbyciu kursu pilotażu w bazie lotnictwa morskiego w Pensacoli, został pilotem morskim. Przed wybuchem II wojny światowej służył na pokładach pancernika "Texas" i lotniskowca "Saratoga". Od listopada 1940 roku był instruktorem pilotażu w bazie lotniczej Ellyson Field na Florydzie.
W 1942 roku wziął udział w przygotowaniach do nalotu na Tokio. Prowadził instruktaż w zakresie startów z lotniskowców dla pilotów pułkownika Jamesa H. Doolittle’a, był również obecny podczas akcji na pokładzie lotniskowca "Hornet". W listopadzie 1942 roku objął dowództwo grupy lotniczej stacjonującej na lotniskowcu "Princeton", a w maju 1944 roku 6. Grupy Lotniczej na lotniskowcu "Hancock".
Po zakończeniu wojny obejmował różne stanowiska sztabowe i liniowe, służył między innymi w Departamencie Marynarki i sztabie Floty Atlantyckiej. W 1953 roku ukończył Industrial College of the Armed Forces. 22 lipca 1959 roku otrzymał promocję admiralską i został szefem sztabu oraz adiutantem dowódcy sił lotniczych marynarki na Pacyfiku. Następnie dowodził między innymi 15. Eskadrą Lotniskowców oraz Task Force 77, zespołem lotniskowców uderzeniowych Siódmej Floty. Na tym stanowisku przeprowadził w lutym 1965 roku pierwsze z serii uderzeń lotniczych z lotniskowców na cele w Wietnamie Północnym. W październiku tegoż roku przeprowadził zespół okrętów o napędzie nuklearnym (lotniskowiec "Enterprise" i fregata "Bainbridge") ze Stanów Zjednoczonych na wody azjatyckie i 2 grudnia wprowadził go do walki z komunistycznymi Wietnamczykami.
13 kwietnia 1966 roku został szefem informacji Departamentu Marynarki zaś w październiku 1968 roku komendantem Naval Air Test Center Patuxent River. Przeszedł w stan spoczynku 1 września 1971 roku. Był wielokrotnie odznaczany, między innymi Distinguished Flying Cross, Legion of Merit i Air Medal.
Zmarł 25 stycznia 1993 roku i został pochowany na Cmentarzu Narodowym w Arlington.